# Magic (album de Bruce Springsteen)
Pour les articles homonymes, voir Magic.
Albums de Bruce Springsteen
Live in Dublin (en)
(2007) Working on a Dream
(2009)
Magic est le 15e album de Bruce Springsteen, qui est sorti en France le 2 octobre 2007.
Deux chansons de l'album sont récompensées aux Grammy Awards : Radio Nowhere remporte les prix de meilleure chanson rock et de meilleure prestation vocale rock en solo en 2008.
Girls in Their Summer Clothes est sacrée à son tour meilleure chanson rock en 2009. 

## Liste des titres
L'album est composé de 12 titres :
1. Radio Nowhere
2. You'll Be Comin' Down
3. Livin' In The Future
4. Your Own Worst Enemy
5. Gypsy Biker
6. Girls In Their Summer Clothes
7. I'll Work For Your Love
8. Magic
9. Last to Die
10. Long Walk Home
11. Devil's Arcade
12. Terry's Song (bonus non présent sur la pochette)

## Musiciens
Cet album a été enregistré avec le E-Street band originel, groupe des débuts de Bruce Springsteen.

### The E Street Band
- Bruce Springsteen - chant, guitare, orgue, harmonica, synthétiseur, glockenspiel, percussions
- Roy Bittan - piano, orgue Hammond
- Clarence Clemons - saxophone, chant
- Danny Federici - orgue, claviers
- Nils Lofgren - guitare, chant
- Patti Scialfa - chant
- Garry Tallent - guitare basse
- Steven Van Zandt - guitare, mandoline, chant
- Max Weinberg - batterie

### Autres musiciens
- Soozie Tyrell - violon sur Livin' in the Future, I'll Work for Your Love, Magic, Last to Die
- Jeremy Chatzky - basse sur Magic
- Daniel Laufer - violoncelle sur Devil's Arcade
- Patrick Warren - Chamberlin, piano sur Your Own Worst Enemy, Girls in Their Summer Clothes, Magic, Long Walk Home, Devil's Arcade
- Cordes sur Your Own Worst Enemy et Girls in Their Summer Clothes :
  - Kenn Wagner, Jay Christy, Justin Bruns, William Pu, Cristopher Pulgram, John Meisner, Olga Shpitko, Sheela Lyengar - violon
  - Tania Maxwell Clements, Amy Chang, Lachlan McBane - Alto (violon)
  - Karen Freer, Daniel Laufer, Charae Kruege - Violoncelle